# Санкти-Спиритус (провинция)
Са́нкти-Спи́ритус (исп. Sancti Spíritus) — одна из провинций Кубы, расположенная в центральном регионе острова. Она граничит с Атлантическим океаном на севере, с провинциями Вилья-Клара и Сьенфуэгос на западе, Сьего-де-Авила на востоке и Карибским морем на юге.

## География
Западная часть провинции покрыта горами, но Карибское побережье представляет собой заболоченную равнину, покрытую мангровым лесом. На северном побережье осталась нетронутая природа; здесь находится национальный парк Кагуанес. В провинции Санкти-Спиритус расположено крупнейшее водохранилище на Кубе, Саса на одноимённой реке.

## История
Провинция с XVI века контролировалась испанцами, которые в 1660-е годы сумели отразить атаки голландских и британских пиратов. С 1660 по 1680 год пираты с Ямайки и Тортуги постоянно угрожали южному побережью провинции и дважды сумели взять и разорить Тринидад.
Ранее вместе с провинциями Сьенфуэгос и Вилья-Клара Санкти-Спиритус входила в состав расформированной провинции Лас-Вильяс.

## Муниципалитеты
| № | Муниципалитет  | Площадь, км² | Население, чел. (2004) | Плотность населения, чел./км² |
| - | -------------- | ------------ | ---------------------- | ----------------------------- |
| 1 | Кабайгуан      | 597          | 67 224                 | 112,6                         |
| 2 | Фоменто        | 491          | 33 528                 | 68,29                         |
| 3 | Хатибонико     | 765          | 42 708                 | 55,83                         |
| 4 | Ла-Сьерпе      | 1 035        | 16 937                 | 16,36                         |
| 5 | Санти-Спиритус | 1 151        | 133 843                | 116,28                        |
| 6 | Тагуаско       | 518          | 36 365                 | 70,2                          |
| 7 | Тринидад       | 1 155        | 73 466                 | 63,61                         |
| 8 | Ягуахай        | 1 032        | 58 938                 | 57,11                         |
|   | Всего          | 6 744        | 463 009                | 68,65                         |

## Экономика
Экономика провинции основана на сельском хозяйстве. Основные выращиваемые культуры — сахарный тростник, рис и табак. Распространено также животноводство. Существенную роль в экономике провинции играет туризм. Город Тринидад включён в список Всемирного наследия ЮНЕСКО.